# Heinz Frieler
Heinz Frieler (* 17. Mai 1927 in Epe, Westfalen; † 4. August 1990 in Bocholt) war ein deutscher Politiker (CDU). Er war von 1965 bis 1969 Mitglied des Deutschen Bundestages.

## Leben
Nach dem Besuch einer Berufsfachschule arbeitete Frieler als Versicherungskaufmann. Am 26. Februar 1944 beantragte er die Aufnahme in die NSDAP und wurde zum 20. April desselben Jahres aufgenommen (Mitgliedsnummer 10.130.464). Von Juni 1944 bis 1945 nahm er als Soldat am Zweiten Weltkrieg teil. Später war er als Versicherungsdirektor in Oldenburg (Oldenburg) tätig. Er lebte im benachbarten Rastede.
Frieler schloss sich 1946 der Jungen Union an und war seit 1952 Mitglied der CDU.
Dem Deutschen Bundestag gehörte Frieler von 1965 bis 1969 an. Als direkt gewählter Abgeordneter vertrat er im Parlament den Wahlkreis 22 (Oldenburg). Er war Mitglied des Ausschusses für Gesundheitswesen (1965–1969) und des Innenausschusses (1968–1969).